# Don Welsh
Donald « Don » Welsh (25 février 1911 – 2 février 1990) était un footballeur et manager anglais. Comme joueur, il joua pour Charlton Athletic et pour l'Angleterre, gagnant la FA Cup avec Charlton en 1946–47.